# مفتاح النجاة
مفتاح النجاة کتابی از احمد بن ابوالحسن ژنده پیل است.

## تصحیح
این کتاب با تصحیح علی فاضل در سال ۱۳۴۷ منتشر و برندهٔ جایزه کتاب سال سلطنتی شد.